# Liisi Oterma
Liisi Oterma   (Turku, 6 de gener de 1915 - Turku, 4 d'abril de 2001) fou una astrònoma finlandesa, la primera dona a obtenir un doctorat en física (Ph.D degree) a Finlàndia.

## Biografia
Va estudiar matemàtiques i astronomia a la Universitat de Turku. Un dels seus professors va ser el conegut astrònom finès Yrjö Väisälä, amb el qual fabricaria òptiques de qualitat per a telescopis. Va ser la primera finlandesa a doctorar-se en matemàtiques i astronomia.
L'any 1959, aconsegueix plaça de professora associada d'astronomia, arribant a ser professora titular l'any 1962. Exerciria aquesta tasca fins a la seva jubilació l'any 1978.

## Epònims
Entre altres, porta el seu nom l'asteroide (1529) Oterma.

## Descobriments
Entre 1938 i 1953 va descobrir 54 asteroides. El Minor Planet Center acredita els seus descobriments com L. Oterma.
Entre els seus descobriments també poden citar-se els següents estels periòdics:
- 38P/Stephan-Oterma.
- 39P/Oterma.

| Asteroides descoberts: 54 | Asteroides descoberts: 54 |
| ------------------------- | ------------------------- |
| (1504) Lappeenranta       | 23 de març de 1939        |
| (1507) Vaasa              | 12 de setembre de 1939    |
| (1522) Kokkola            | 18 de novembre de 1938    |
| (1540) Kevola             | 16 de novembre de 1938    |
| (1544) Vinterhansenia     | 15 d'octubre de 1941      |
| (1545) Thernöe            | 15 d'octubre de 1941      |
| (1558) Järnefelt          | 20 de gener de 1942       |
| (1559) Kustaanheimo       | 20 de gener de 1942       |
| (1679) Nevanlinna         | 18 de març de 1941        |
| (1680) Per Brahe          | 12 de febrer de 1942      |
| (1695) Walbeck            | 15 d'octubre de 1941      |
| (1705) Tapio              | 26 de setembre de 1941    |
| (1758) Naantali           | 18 de febrer de 1942      |
| (1882) Rauma              | 15 d'octubre de 1941      |
| (2064) Thomsen            | 8 de setembre de 1942     |
| (2107) Ilmari             | 12 de novembre de 1941    |
| (2159) Kukkamäki          | 16 d'octubre de 1941      |
| (2195) Tengström          | 27 de setembre de 1941    |
| (2268) Szmytowna          | 6 de novembre de 1942     |
| (2291) Kevo               | 19 de març de 1941        |
| (2332) Kalm               | 4 d'abril de 1940         |
| (2501) Lohja              | 14 d'abril de 1942        |
| (2640) Hällström          | 18 de març de 1941        |
| (2717) Tellervo           | 29 de novembre de 1940    |
| (2774) Tenojoki           | 3 d'octubre de 1942       |
| (2803) Vilho              | 29 de novembre de 1940    |
| (2804) Yrjö               | 19 d'abril de 1941        |
| (2805) Kalle              | 15 d'octubre de 1941      |
| (2827) Vellamo            | 11 de febrer de 1942      |
| (2828) Iku-Turso          | 18 de febrer de 1942      |
| (2840) Kallavesi          | 15 d'octubre de 1941      |
| (2841) Puijo              | 26 de febrer de 1943      |
| (2846) Ylppö              | 12 de febrer de 1942      |
| (2857) NOT                | 17 de febrer de 1942      |
| (2912) Lapalma            | 18 de febrer de 1942      |
| (2946) Nois               | 15 d'octubre de 1941      |
| (2988) Korhonen           | 1 de març de 1943         |
| (3132) Landgraf           | 29 de novembre de 1940    |
| (3381) Mikkola            | 15 d'octubre de 1941      |
| (3497) Innanen            | 19 d'abril de 1941        |
| (3597) Kakkuri            | 15 d'octubre de 1941      |
| (3811) Karma              | 13 d'octubre de 1953      |
| (3892) Dezsö              | 19 d'abril de 1941        |
| (4133) Heureka            | 17 de febrer de 1942      |
| (4163) Saaremaa           | 19 d'abril de 1941        |
| (4227) Kaali              | 17 de febrer de 1942      |
| (5216) 1941 HA            | 16 d'abril de 1941        |
| (5534) 1941 UN            | 15 d'octubre de 1941      |
| (5611) 1943 DL            | 26 de febrer de 1943      |
| (5985) 1942 RJ            | 7 de setembre de 1942     |
| (6886) Grote              | 11 de febrer de 1942      |
| (7267) Victormeen         | 23 de febrer de 1943      |
| (11780) 1942 TB           | 3 d'octubre de 1942       |
| (15198) 1940 GJ           | 5 d'abril de 1940         |